# Gianfranco Piccioli
Gianfranco Piccioli, né le 26 février 1944 à Viareggio et mort le 27 novembre 2022, est un scénariste, réalisateur et producteur italien.

## Biographie
Diplômé de la DAMS (it) (Discipline delle arti, della musica e dello spettacolo) de Bologne, Gianfranco Piccioli fait ses premières armes dans le cinéma en 1965 en tant que scripte chez Maurizio Arena. Il réalise ses premiers courts métrages et travaille pour la télévision sur des formats informatifs comme Ragazzo racconta la tua storie et La terza età. En 1972, il fait ses débuts de réalisateur de cinéma avec le drame Une vie sans importance avec Sydne Rome. Après deux autres réalisations — un giallo et une comédie d'aventure —, Piccioli se consacre à partir de 1977 à la production de films, dont toutes les œuvres de Francesco Nuti, avec lequel il fonde en 1981 la société « Union PN » pour Piccioli-Nuti. Parallèlement, il est propriétaire de Settimaluna Film & Television.

## Filmographie

### Comme réalisateur et scénariste
- 1972 : Une vie sans importance ou La Collégienne pervertie (Un doppio a metà ou Le ultime ore di una vergine)
- 1973 : Des garces pour l'enfer (Il fiore dai petali d'acciaio)
- 1976 : Puttana galera!

### Comme producteur
- 1975 : Les Nuits brûlantes de Linda (Morbosita) de Jesús Franco
- 1977 : La Cabine des amoureux (Casotto) de Sergio Citti
- 1979 : Deux Bonnes Pâtes (Due pezzi di pane) de Sergio Citti
- 1979 : Liquirizia de Salvatore Samperi
- 1981 : Ad ovest di Paperino (it) d'Alessandro Benvenuti
- 1982 : Madonna che silenzio c'è stasera (it) de Maurizio Ponzi
- 1983 : Io, Chiara e lo Scuro de Maurizio Ponzi
- 1983 : Son contento de Maurizio Ponzi
- 1984 : Il momento magico (it) de Luciano Odorisio
- 1985 : Casablanca, Casablanca de Francesco Nuti
- 1985 : Tutta colpa del paradiso de Francesco Nuti
- 1987 : Maramao (it) de Giovanni Veronesi
- 1987 : Topo Galileo de Francesco Laudadio
- 1988 : Haute Fréquence (it) (Qualcuno in ascolto) de Faliero Rosati (it)
- 1988 : Caruso Pascoski di padre polacco (it) de Francesco Nuti
- 1989 : Mortacci de Sergio Citti
- 1989 : Histoire de garçons et de filles (Storia di ragazzi e di ragazze) de Pupi Avati
- 1989 : Musica per vecchi animali (it) de Stefano Benni
- 1989 : Willy Signori e vengo da lontano (it) de Francesco Nuti
- 1990 : Non più di uno (it) de Berto Pelosso (it)
- 1990 : Benvenuti in casa Gori d'Alessandro Benvenuti
- 1991 : Bix de Pupi Avati
- 1991 : Oostende d'Éric Woreth
- 1991 : Donne con le gonne de Francesco Nuti
- 1992 : Vietato ai minori (it) de Maurizio Ponzi
- 1996 : Le Journal de Luca (Cronaca di un amore violato) de Giacomo Battiato
- 1996 : Cervelles panées (it) (Cervellini fritti impanati) de Maurizio Zaccaro
- 1997 : Devenir adulte (Tutti giù per terra) de Davide Ferrario
- 1998 : Barbara (it) d'Angelo Orlando
- 1999 : Ormai è fatta! (it) d'Enzo Monteleone
- 2000 : Un delitto impossibile d'Antonello Grimaldi
- 2001 : La verità vi prego sull'amore (it) de Francesco Apolloni (it)
- 2003 : Il ronzio delle mosche (it) de Dario D'Ambrosi (it)
- 2005 : Non aver paura (it) d'Angelo Longoni
- 2011 : Tutti al mare (it) de Matteo Cerami (it)
- 2015 : I calcianti (Вставай и бейся) de Stefano Lorenzi (it)